# Encuirar
Encuirar és cobrir alguna cosa amb cuir. El cuir és la pell adobada que s'ha utilitzat àmpliament tant per elaborar objectes d'ús pràctic com artístic.

## Orígens
La pell ha estat utilitzada com a material de les arts decoratives en la majoria de les poblacions i civilitzacions des de la prehistòria fins a l'actualitat. La indústria i art dels cuirs espanyols té el seu origen en l'Espanya musulmana, en temps d'Abbderraman II, durant els anys 821-852. Des de l'Edat Mitjana fins al segle xviii hi ha una important producció de cuir a Espanya, i a partir d'aquest segle Anglaterra, França i els Països Baixos, on treballen el gilt leather, prenen el relleu.
Segons Alberto Bartolomé, a partir dels primers estudis francesos el rastreig de fonts documentals va portar a trobar el terme cordovannier com a genèric d'una professió, la de fabricants de cuirs decoratius d'origen hispànic denominat "cordovà", distingint només entre el cuir utilitzat com a material essencial per objectes d'ús i els cuirs dorées.
Alguns centres importants de producció a la península varen ser Còrdova, Toledo, Sevilla, Barcelona, Valladolid, Ciudad Real, València, etc.

## Tipologies
Es poden trobar diferents maneres de distingir les tipologies de treball del cuir. Aquestes poden fer referència al producte elaborat, a la tècnica o a l'ús.
Segons el producte elaborat trobem tres distincions que sovint presenten controvèrsia.
- Cuir de llevant, marroquí o tafilet, que eren originaris de Tafilalet (Sijilmassa) d'on a partir del segle viii s'exportaven a Tànger i Al-Andalus. Però, segons Bartolomé, l'historiador Bernard Sol explica que "els cuirs que arribaven a Còrdova eren coneguts a tot Europa com a cuir de Còrdova. […] el cuir realitzat a Còrdova i les seves imitacions se les denominava cordovans i el marroquí o marroquí de Llevant era tot allò fabricat al Marroc i a les seves imitacions."[3]
- Cuir de Còrdova o cordovà, originari de la mateixa ciutat de Còrdova, és com s'anomenen genèricament els cuirs més gruixuts per diferenciar-los dels guadamassils. Durant el segle xii les normes gremials establien que el cordovà es realitzaria únicament amb pell de cabra, probablement per respectar les lleis rabíniques i alcoràniques on els bovins i els porcins són animals sagrats.
- Cuirs perfumats. A partir del segle xvi els cuirs repujats, els cordovans i marroquins presenten una nova innovació tècnica molt valorada com és el perfum del cuir. Aquest cuir era destinat a les corts europees, principalment per a peces de vestir, i podien contenir essència d'ambre, gessamí, rosa, taronja i productes derivats de l'encens i la mirra.
- Guadamassil, originat a Ghadamés, és una peça d'ús exclusiu de luxe utilitzada com a revestiment de parets d'ús privat o litúrgic. Es caracteritza per ser una peça decorativa elaborada amb cuir que pot ser pintat o gravat amb dibuixos estampats i decorat amb plata i or.

També es poden distingir diverses tipologies segons l'espècie de procedència de la pell, com ara el vedell, el poltre, la cabra, l'isard, etc.
Antigament es diferenciava entre els diferents tipus d'encuirat segons el tipus de cuir, el color i els elements afegits, per exemple cuir negre amb barres, cuir blanc, roig o castany, guarnits amb barres de fulla de llauna, cuir lleonat de pell fosca o el cuir acanalat (Còrdova).

## Tècniques
Les tècniques de tractament de la pell són el cruament, el pergamí i el cuir adobat. La qualitat de les pells espanyoles i la seva fama es deu a la forma d'adobar la pell, que va ser una tècnica introduïda pels àrabs, la qual va donar fama a la ciutat de Còrdova. Segons Bartolomé, la seva popularitat es deu al fet que en els Estatuts de París de 1380 s'ordenava comprar el cordovà d'Espanya perquè s'adobava amb sumac. En canvi, els cuirs de Flandes s'adobaven amb escorça d'alzina, la qual deixava les pells menys fortes i suaus.

## Aplicacions
Les aplicacions principals de l'encuirat es troben en el revestiment de mobiliari com ara arques, arquetes, baguls i caixes que, a partir de l'època medieval, es revestien per impermeabilitzar-les de la humitat, protegir-les dels atacs d'insectes i decorar-les. També es revestien taules, llits, cadires, etc. A partir del Renaixement s'elaboren arquitaules i mampares (d'influència oriental).
La pell podia ser llisa o bé estar decorada amb motius policromats, gravats, gofrats o daurats, amb suports com gavarrots i costelles de llauna, ferro o plata, així com el pany i les nanses.
En general, els cuirs gruixuts i compactes de grans herbívors són apropiats per a les soles de sabata i mobiliari resistent, equipament utilitari i bèl·lic. En canvi les pells petites són més adequades per al calçat, la confecció, els complements, el revestiment de mobles, estoig, l'escriptura i la creació artística.